# Mučedníci v Krymu
Mučedníci v Krymu byla skupina 7 biskupů umučených za svou víru v Rusku.
- Aetherius
- Agathodorus
- Bazil
- Elpidius
- Efrém
- Evžen
- Gapito

Jejich svátek se slaví 4. března.